# فيلافراتي
فيلافراتي (بالإيطالية: Villafrati)‏ هي بلدية في مقاطعة باليرمو في صقلية الإيطالية.

## السكان
في سنة 1861 بلغ عدد السكان 2٬617 نسمة، وتطور العدد ليصل في سنة 2011 لـ 3٬377 نسمة.
يظهر هذا المخطط البياني تطور النمو السكاني لـ فيلافراتي